# بریج لیک، بریتیش کلمبیا
بریج لیک، بریتیش کلمبیا (به انگلیسی: Bridge Lake, British Columbia) یک منطقهٔ مسکونی در کانادا است که در بریتیش کلمبیا واقع شده‌است.